# Limnia (Famagosta)
Limnia (in greco Λιμνιά?; in turco Mormenekşe) è un villaggio di Cipro. Esso è situato de iure nel distretto di Famagosta e de facto nel distretto di Gazimağusa. È de facto sotto il controllo di Cipro del Nord. Il villaggio era abitato da greco-ciprioti prima del 1974.
Nel 2011 Limnia aveva 1 033 abitanti.

## Geografia fisica
Esso è situato nella pianura della Messaria, a nord-ovest della città di Famagosta, e cinque chilometri a ovest di Salamina.

## Origini del nome
Il nome Limnia deriva dalla parola limni, che in greco significa "lago". Nel 1975, i turco-ciprioti hanno rinominato il villaggio Mormenekşe, dal nome del villaggio nel sud di Cipro da cui provengono molti degli attuali abitanti. Mormenekşe era il nome alternativo turco del villaggio di Dromolaxia nel distretto di Larnaca.

## Società

### Evoluzione demografica
Nel censimento ottomano del 1831, i cristiani (greco-ciprioti) costituivano gli unici abitanti del villaggio. Durante il periodo britannico il villaggio fu abitato esclusivamente da greco-ciprioti. La sua popolazione è aumentata costantemente da 668 abitanti nel 1901 a 1.201 nel 1960. L'ultimo censimento registrato (1973) prima della guerra del 1974 indicava una popolazione di 1 330 abitanti.
Tutti gli abitanti del villaggio sono stati sfollati nel 1974, fuggendo nell'agosto di quell'anno dall'esercito turco che avanzava verso la parte meridionale dell'isola. Attualmente, come il resto dei greco-ciprioti sfollati, i greco-ciprioti di Limnia sono sparsi in tutto il sud dell'isola, soprattutto nelle città. Il numero dei greco-ciprioti di Limnia sfollati nel 1974 è di circa 1.350 (il villaggio aveva 1 330 abitanti secondo il censimento del 1973).
Oggi il villaggio è abitato principalmente da sfollati turco-ciprioti provenienti dai villaggi di Dromolaxia, Aplanda, Anafotida, Softades e Klavdia nel distretto di Larnaca. Vi sono anche alcuni cittadini turchi, provenienti soprattutto dal distretto di Feke della provincia di Adana in Turchia, che si sono stabiliti qui nel 1976 e nel 1977. Secondo il censimento turco-cipriota del 1996 quasi il 13% degli abitanti del villaggio ha indicato la Turchia come luogo di nascita. Secondo il censimento del 2006, la popolazione del villaggio era di 923 abitanti.